# Moto Maxx
Moto Maxx é um smartphone Android que foi desenvolvido e fabricado pela Motorola Mobility. No mercado estadunidense é chamado de Droid Turbo e faz parte da linha Verizon Droid, sendo lançado em 28 de outubro de 2014. Moto Maxx mantém um desenho de forma semelhante ao da linha Droid, lançada nos Estados Unidos. O aparelho possui alguns elementos que remetem de volta à linha Razr. Possui também traseira com nylon balístico durável reforçado com Kevlar metalizado. Os botões de voltar, inicial e multitarefas foram mantidos fora da tela, sendo assim são botões capacitivos, um pouco abaixo do visor.
Foi lançado no mercado brasileiro em 5 de novembro de 2014.

## Especificações

### Hardware
Moto Maxx conta com um chipset Qualcomm Snapdragon 805 e a CPU quad-core Krait 450 de 2,7 GHz. GPU é a Adreno 420. Uma tela de 5,2 polegadas, com resolução de 2560x1440 pixels, em Quad HD, apoiada por uma bateria de 3.900 mAh. Há 64 GB de espaço disponível para armazenamento. Porém, não há compatibilidade com cartão micro SD.

### Software
Como de tradição da nova geração de aparelhos da Motorola, a empresa opta por uma versão próxima do Android puro, com pouquíssimas alterações. Chegou ao mercado brasileiro com o Android 4.4.4 KitKat e atualização garantida para o Android 5.0.2 Lollipop. Depois de muita espera e toda a família Motorola receber o Android Marshmallow, finalmente o Moto Maxx recebeu o Android 6.0.1 Marshmallow. As chamadas “funções especiais” da Motorola estão presentes, assim como no Novo Moto X. A porta de entrada para essas novidades é o app “Moto”.